# ジュゼッペ・トミンツ
ジュゼッペ・トミンツ、スロヴァニア名、ヨージェフ・トミンツ（Giuseppe Tominz、 スロヴァニア名:Jožef Tominc、1790年7月6日 - 1866年4月22日）はイタリアの画家である。主に当時、オーストリア＝ハンガリー帝国の領土であったカルニオラやクロアチアで働いた。優れた肖像画家として知られている。

## 略歴
スロベニアとの国境のイタリアの町、ゴリツィアで、鉄製品のイタリア人商人の息子に生まれた。父親の遠い先祖はスロバニア人であったとされる。ゴリツィアのカトリックの修道会、エスコラピオス修道会が運営する学校で初等教育を受け、そこで最初に絵画を学んだ。地元の画家から絵の教育を受けた後、1809年にローマに修行に出て、バッツァーニ（Domenico Conti Bazzani）のもとで学び、アカデミア・ディ・サン・ルカの学校で学んだ。1814年に絵画の賞を得た。1816年に結婚し、1818年に家族とゴリツィアに戻った。
1819年はウィーンに住み、1821年から1823年は現在のスロベニアのリュブリャナで暮らし、展覧会を開き、貴族や上流階級の人々の肖像画を描いた。その後もトリエステや、ゴリツィアで働いた後、現在のスロベニアの西部、Gradišče nad Prvačinoに邸を作って住んだ。
息子の　アウグスト（Augusto Tominz:1818–1883）とアルフレード（Alfredo Tominz:1854–1936）は画家となり、トリエステのレヴォルテッラ美術館の館長も務めた。ライモンド・トミンツ(Raimondo Tominz:1822-1906)は音楽家、昆虫学者、植物学者として知られている。

## 作品

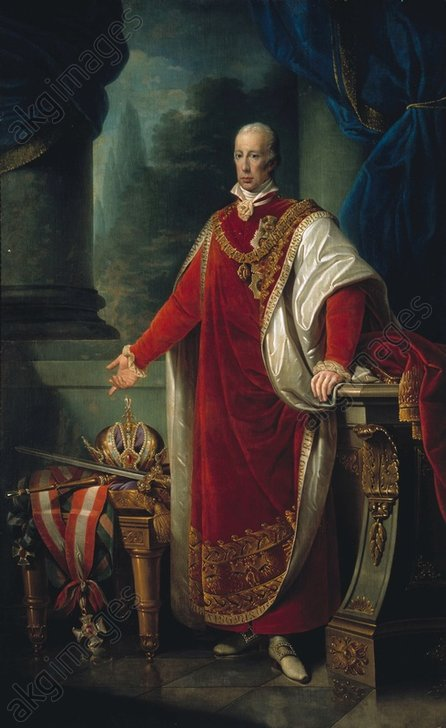
オーストリア皇帝フランツ1世 (1821)
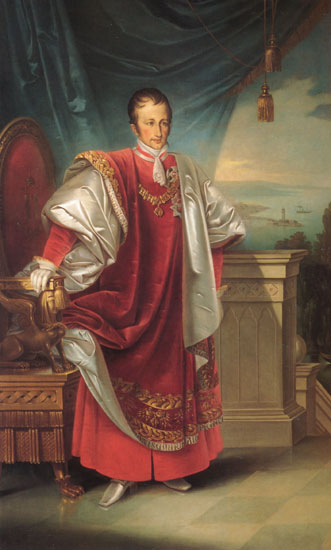
オーストリア皇帝フェルディナント1世
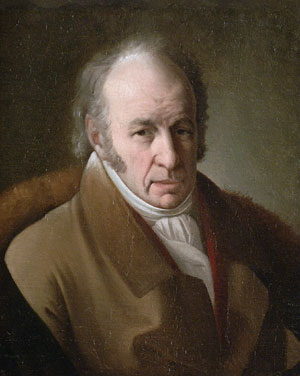
Giuseppe Bernardino Bison-画家
Petrović-Njegoš　(1833)
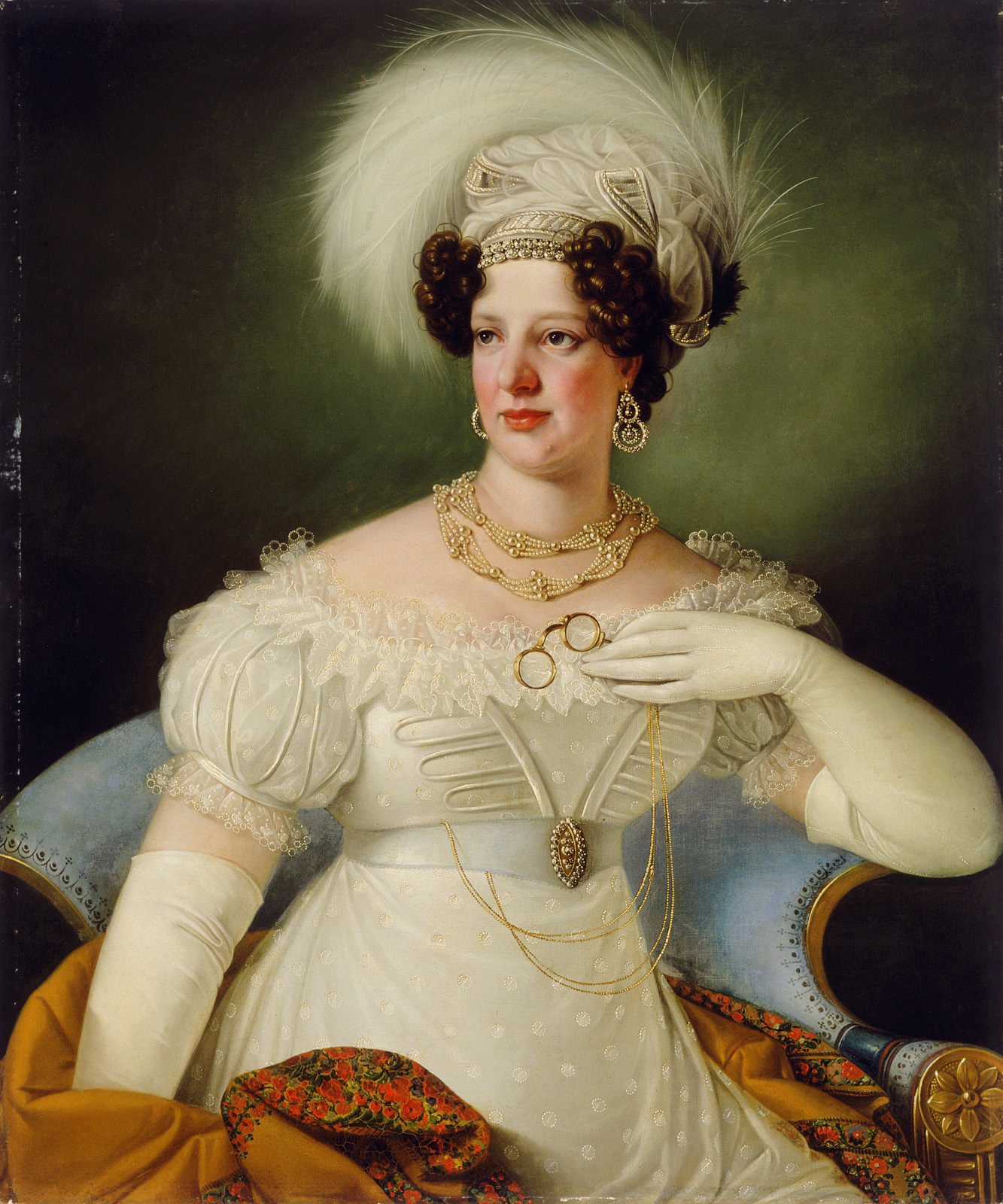
Cecilia D'Auersperg (1822)
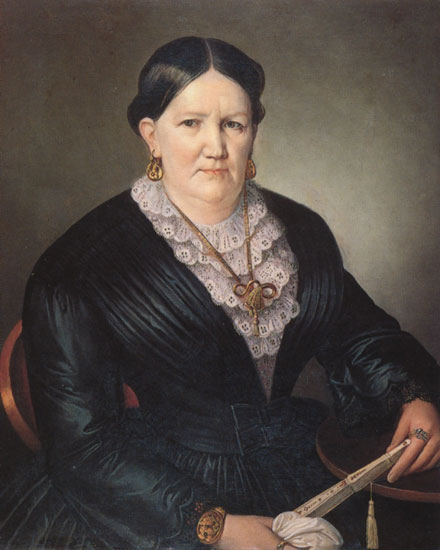
Signora Cristofoletti
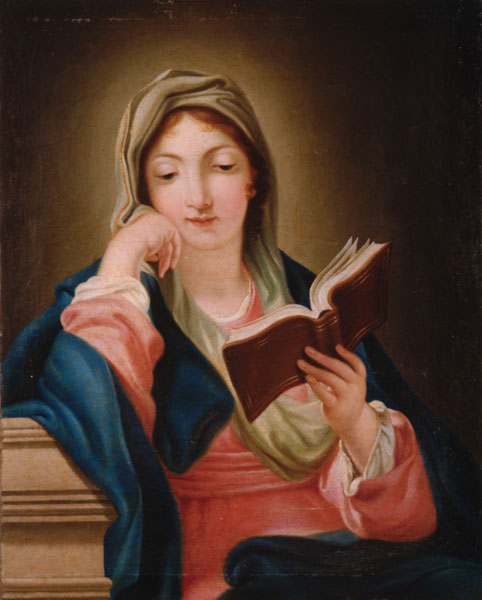
(1812)
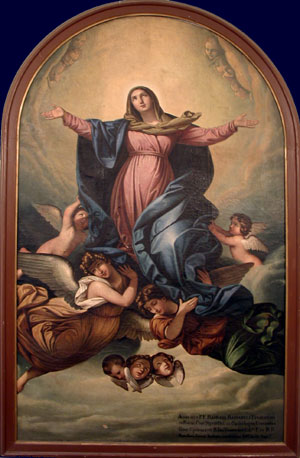
(1837)